# Plenumbox
Een plenumbox is een doos, veelal gemaakt van kunststof, gegalvaniseerd staal of aluminium, die de verbinding vormt tussen een ventilatierooster in een plafond en een ventilatiekanaal.
Dergelijke boxen worden geplaatst in het plenum: de ruimte tussen het echte plafond en een systeemplafond.